# Pseudoscada charlotta
Pseudoscada charlotta är en fjärilsart som beskrevs av Felix Bryk 1952. Pseudoscada charlotta ingår i släktet Pseudoscada och familjen praktfjärilar. Inga underarter finns listade.